# São Paulo (1909)
El São Paulo fue un acorazado tipo dreadnought de la Marina de Brasil. Diseñado por Armstrong Whitworth, fue construido en el Reino Unido y era la segunda unidad de la clase Minas Geraes tras el acorazado Minas Geraes. Recibió su nombre en honor del estado y la ciudad de São Paulo.
El acorazado fue botado el 19 de abril de 1909 y entró en servicio el 12 de julio de 1910. Muy poco después se vio envuelto en la Revolta de Chibata (Revuelta del látigo, en español), en la que las tripulaciones de cuatro buques de guerra brasileños se amotinaron en respuesta a los bajos salarios y las duras condiciones laborales. Durante la Primera Guerra Mundial el gobierno brasileño le ofreció a la Marina Real Británica enviar los dos buques clase Minas Geares (el São Paulo y el Minas Geraes). para operar junto a su Gran Flota, pero los británicos declinaron el ofrecimiento porque ambos acorazados se habían quedado anticuados, estaban mal mantenidos y no disponían de la más reciente tecnología de control de tiro. En junio de 1918 Brasil envió el São Paulo a Estados Unidos para modernizarlo completamente, pero los trabajos no terminaron hasta el 7 de enero de 1920, mucho después del fin del conflicto mundial. El 6 de julio de 1922 el São Paulo disparó sus cañones en una acción ofensiva por primera vez durante la respuesta gubernamental a la Revolución del Fuerte de Copacabana, la primera de las revueltas tenentistas. Dos años después un nuevo grupo de amotinados tomaron el control del buque y navegaron hasta Montevideo, Uruguay, donde consiguieron asilo. 
En los años 1930 el São Paulo fue reformado debido a su deteriorado estado (solo podía alcanzar una velocidad de diez nudos, 19 km/h, que era menos de la mitad de su velocidad original). Durante el resto de su carrera el buque quedó relegado a tareas de defensa costera. Cuando Brasil entró en la Segunda Guerra Mundial el acorazado navegó hasta el puerto de Recife y allí permaneció para defenderlo durante el resto de la contienda. Dado de baja en 1947, permaneció como buque escuela hasta 1951, cuando se decidió que fuera remolcado al Reino Unido para ser desguazado. Sin embargo, los cables del remolcador se rompieron durante una tormenta el 6 de noviembre de ese año y el São Paulo se hundió en el océano Atlántico, a unos 280 km al norte de las islas Azores.

## Antecedentes

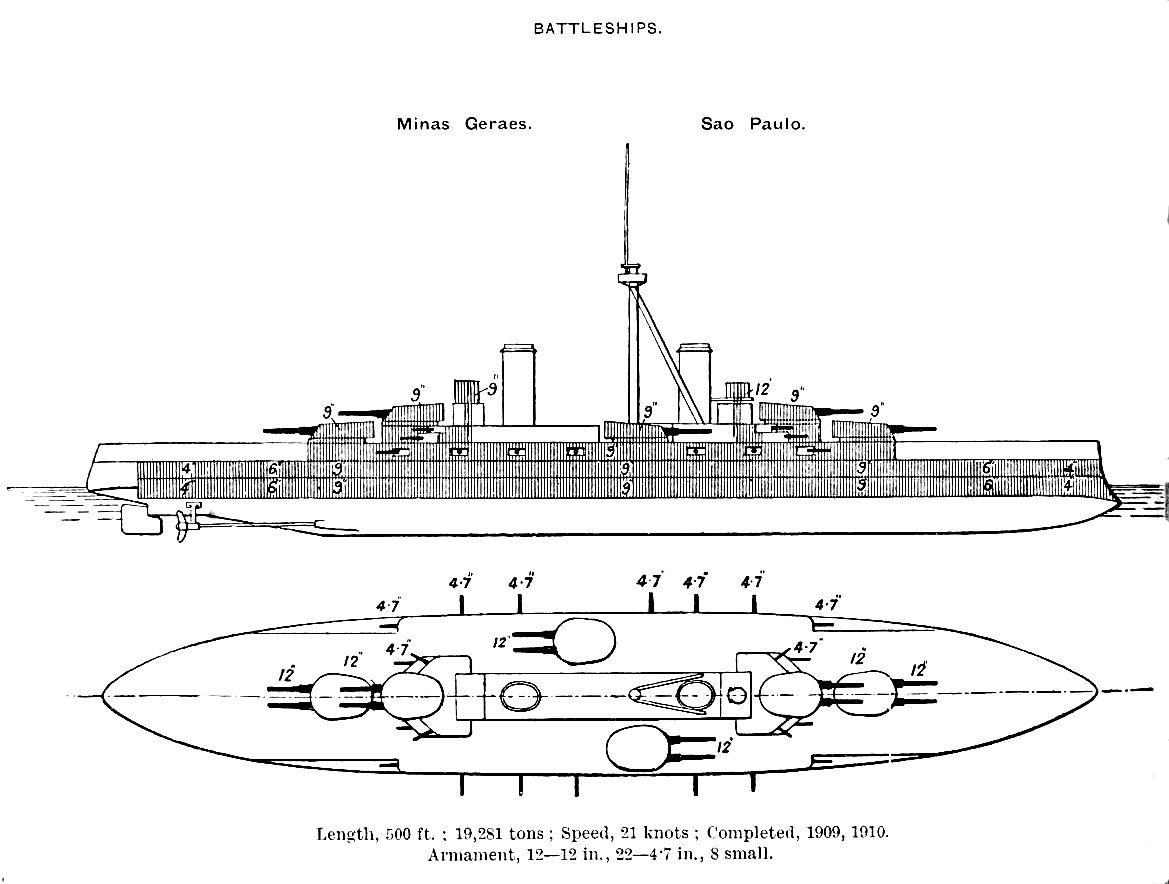
Diseño del acorazado clase Minas Geraes.

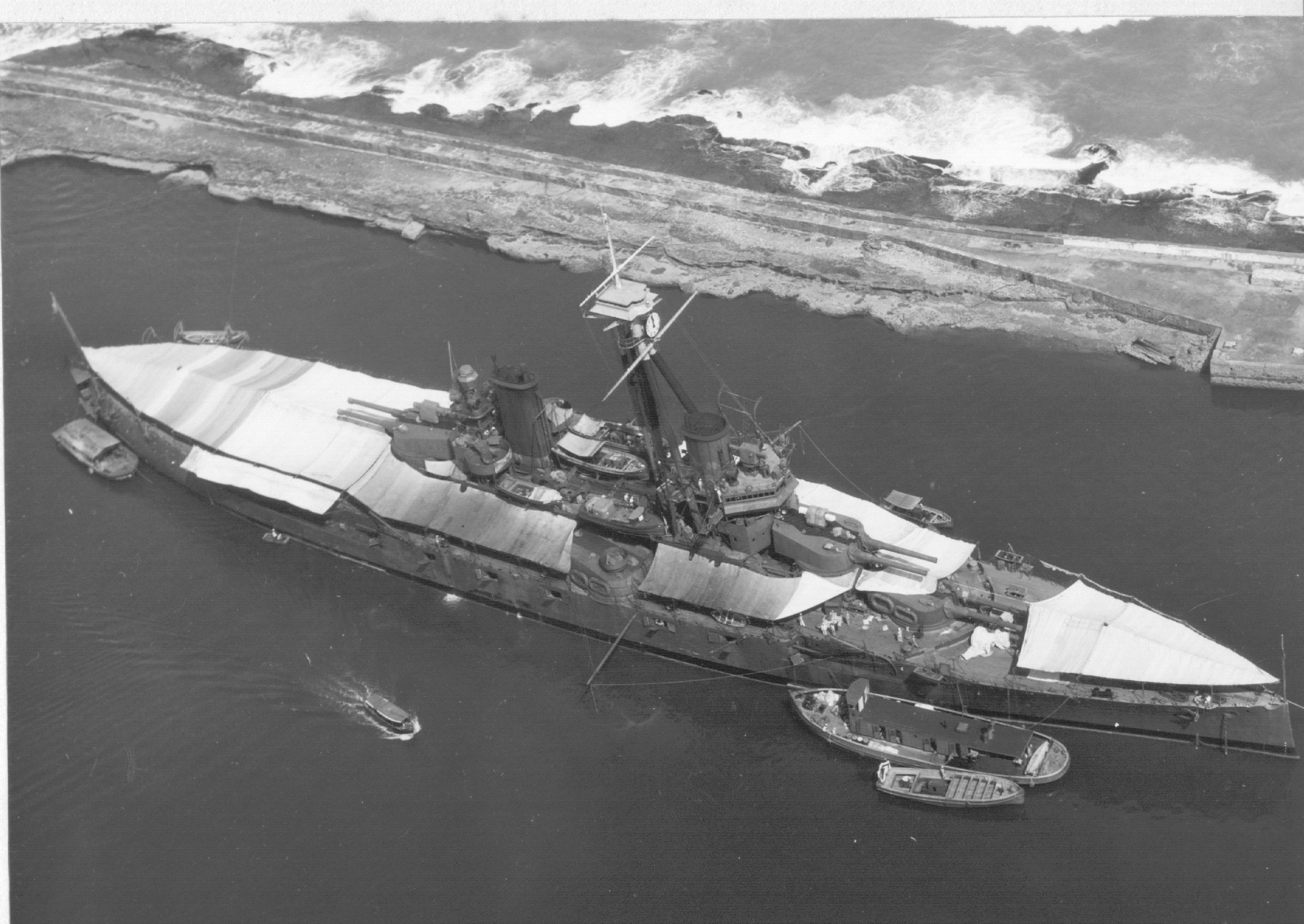
Vista aérea del São Paulo.

A finales de la década de 1880, el equipamiento de la Armada de Brasil era obsoleto, situación propiciada por la revolución de 1889 que depuso a Pedro II y la guerra civil de 1893. A pesar de tener casi el triple de población que Argentina y casi cinco veces más que Chile, en esa época la Armada brasileña estaba más atrasada que las armadas chilena y argentina tanto en calidad como en tonelaje total.
A comienzos del siglo XX, Brasil se vio beneficiado en gran medida por la gran demanda de café y caucho, lo que le llevó prosperidad a su economía. El gobierno de Brasil utilizó una parte de esos ingresos adicionales para financiar en 1904 un programa de construcción naval, que incluía un sinnúmero de naves incluyendo tres buques de guerra. El ministro de la Armada, almirante Julio Cesar de Norohna firmó un contrato con la firma Armstrong Whitworth para la construcción de tres acorazados el 29 de julio de 1906. El nuevo diseño de los acorazados "dreadnought", tornó a la flota brasileña existente y todos los otros buques de carga obsoletos. El monto de dinero autorizado para la expansión naval fue reasignado por el nuevo ministro de la Marina, contralmirante Alexandrino Fario de Alencar, a la construcción de dos acorazados, con planes para un tercer acorazado una vez completado el primero, dos cruceros scouts (que se convirtieron en la clase Bahia), diez destructores (la clase Pará), y tres submarinos. Los tres buques de guerra en el que la construcción apenas había comenzado fueron desechados a partir del 7 de enero de 1907, y el diseño de los nuevos acorazados fue aprobado por los brasileños el 20 de febrero de 1907. En América del Sur, las naves fueron la sensación y encendieron una carrera armamentista naval entre Brasil, Argentina y Chile. El tratado de 1902 entre los dos últimos fue cancelado debido a los  "dreadnought" brasileños,  por lo tanto eran libres de construir sus propios acorazados.
La nave principal Minas Geraes fue entregada por el fabricante el 17 de abril de 1907, mientras que la São Paulo fue entregada trece días después en Vickers. La noticia conmocionó a los vecinos de Brasil, en especial Argentina, cuyo ministro de Relaciones Exteriores comentó que tanto el Minas Geraes o el São Paulo tenía la capacidad de destruir el total de la flota argentina y chilena. Además, para Brasil significaba que habían adquirido un acorazado antes que muchos de los otros poderes marítimos importantes, como Alemania, Francia o Rusia, y las dos naves de Brasil, lo colocaban en el tercer país en tener acorazados en construcción, por detrás del Reino Unido y los Estados Unidos. Los periódicos y revistas de todo el mundo, sobre todo en Gran Bretaña y Alemania, especularon que Brasil estaba actuando como un apoderado para una potencia naval que tomaría posesión de los dos acorazados poco después de la finalización, ya que no creían que un poder geopolítico previamente insignificante contrataría dichos buques de guerra de gran alcance. A pesar de esto, los Estados Unidos trataron activamente a la corte de Brasil como un aliado; las revistas navales estadounidenses comenzaron a utilizar términos como "panamericanismo" y "Cooperación Hemisférica"

## Historial de servicio

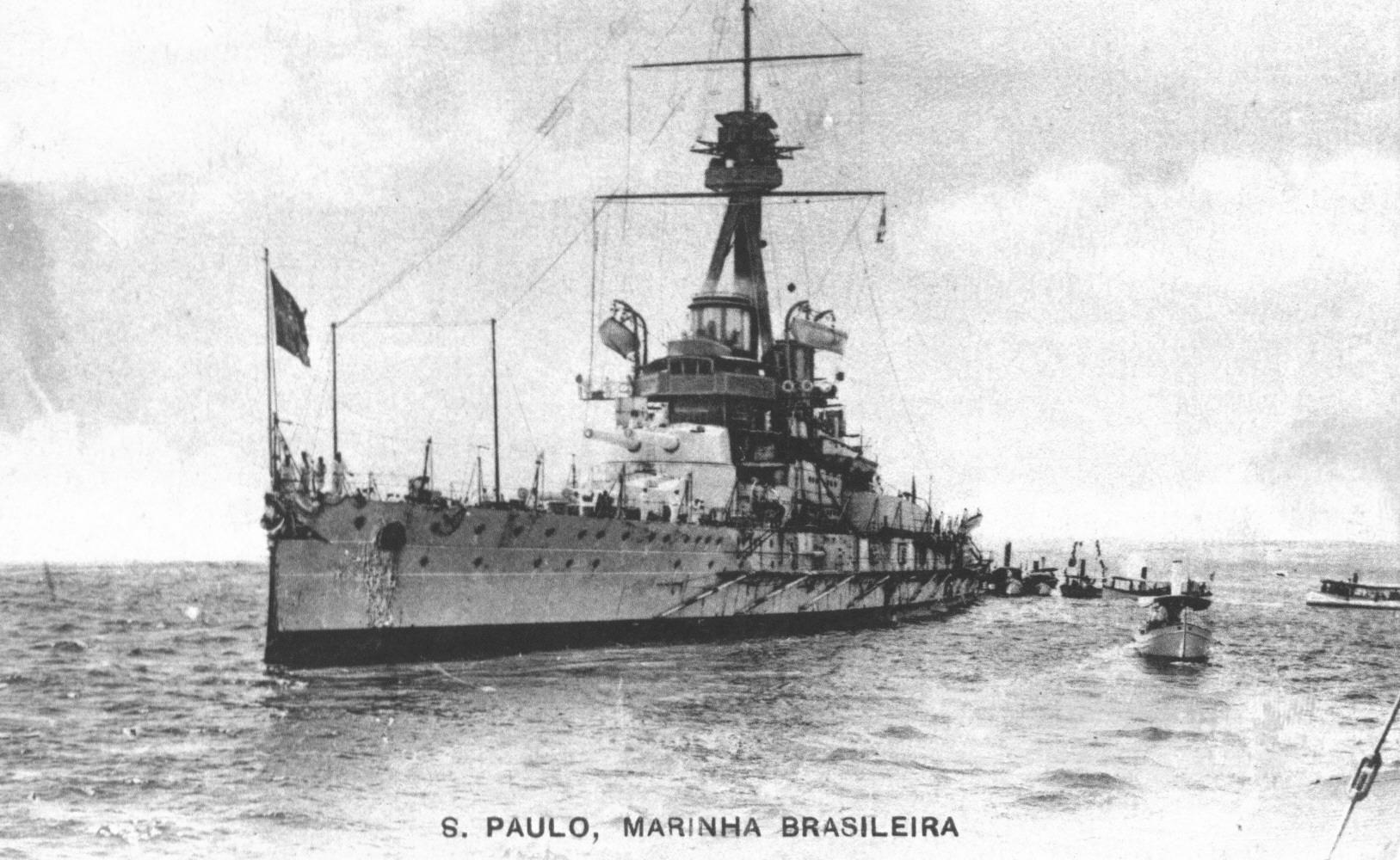
Imagen frontal del São Paulo.

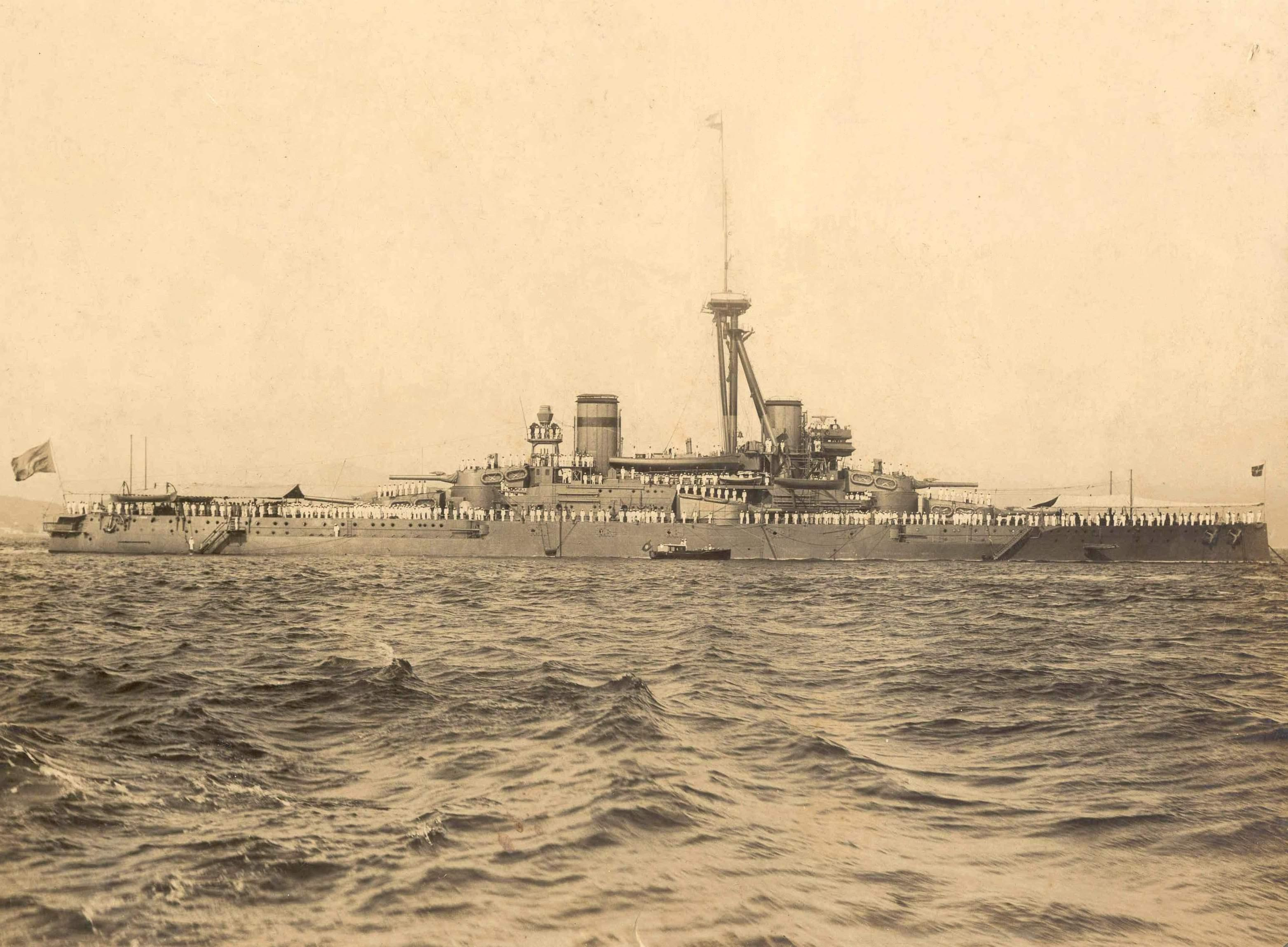
Imagen a estribor del São Paulo.

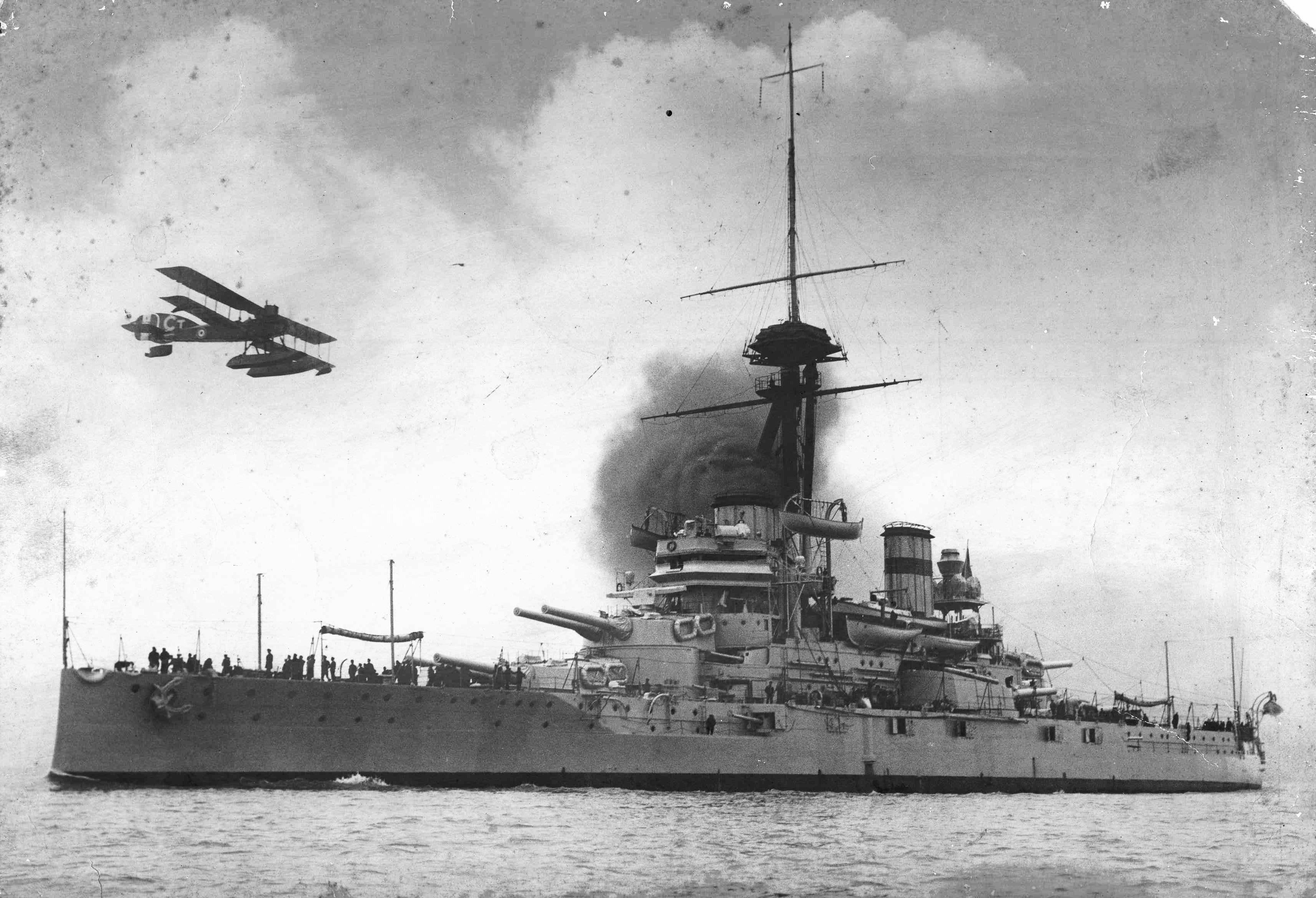
Un avión sobrevuela el São Paulo.

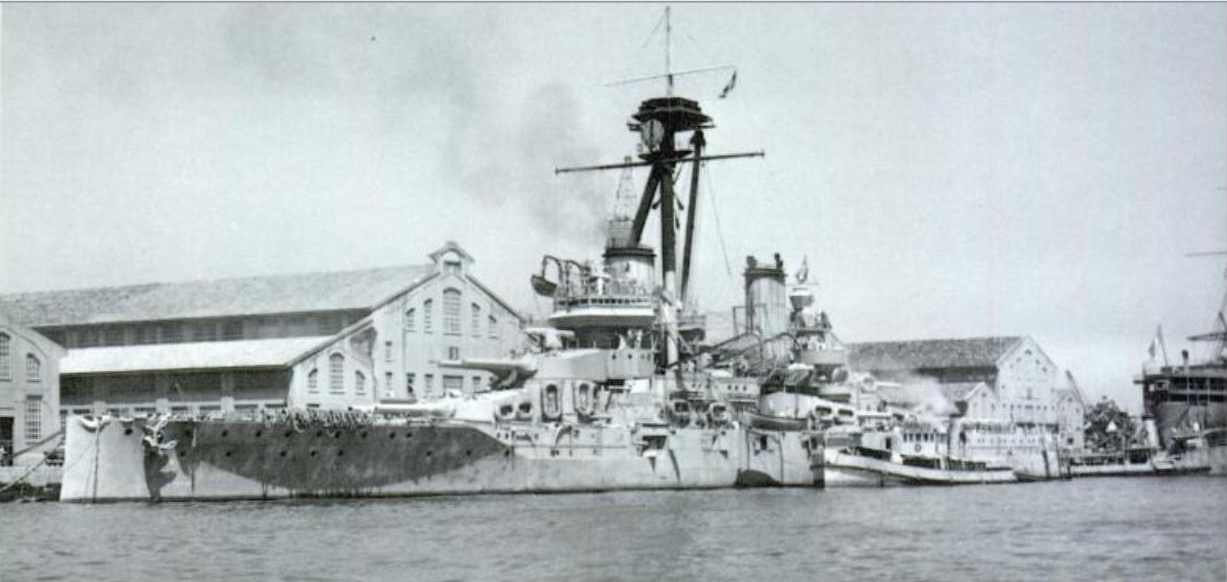
El São Paulo en 1942.

El São Paulo fue "bautizado" por Regis de Oliveira, esposa del ministro de Brasil en Gran Bretaña.y lanzado en Barrow-in-Furness el 19 de abril de 1909 con varios diplomáticos de Sudamérica y oficiales navales, el barco fue comisionado el 12 de julio, y luego de acondicionamientos y pruebas dejó Greenock el 16 de septiembre de 1910. Luego paro en Cherburgo, Francia donde se embarcó el presidente de Brasil Hermes Rodrigues da Fonseca. Partiendo el día 27, el São Paulo navegó hacia Lisboa, Portugal, donde Fonseca fue invitado del rey Manuel II. Poco después de su llegada, estalló la revolución del 5 de octubre de 1910 que derivó en la caída de la monarquía portuguesa, el presidente le ofreció asilo político al rey y su familia, el monarca desistió. Un rumor de que le rey estaba a bordo del barco circuló por los periódicos, los revolucionaron buscaron el bote y procedían a abordarlo, o pidieron permiso para desembarcar marines para la búsqueda, ambas peticiones fueron negadas. El barco partió de Lisboa el 7 de octubre y atracó en Río de Janeiro el 25 de octubre.

### Revuelta del Látigo
Después del arribo del São Paulo, una rebelión conocida como revuelta del látigo (Revolta da Chibata) estalló en 4 navíos de la Armada Brasileña, la chispa inicial se dio el 16 de noviembre de 1910 cuando el marinero afro-brasileño Marcelino Rodrigues Menezes fue brutalmente flagelado 250 veces por insubordinación. Muchos marineros afrodescendientes eran hijos de antiguos esclavos, o esclavos libres mediante la Lei Aurea (abolición) pero forzados a entrar a la marina. Ellos habían planeado la revuelta por algún tiempo, sin embargo el caso Menezes fue el detonante. Muchas preparaciones fueron necesitadas, lo que retraso el comienzo de la rebelión como tal hasta el 22 de noviembre.
Los barcos estaban bien abastecidos con alimentos, municiones y carbón, la única demanda de los amotinados lideradas por João Cândido Felisberto fue la abolición de la "esclavitud practicada por la Marina de Brasil". Se opusieron a los bajos salarios, largas jornadas, formación inadecuada, y los castigos incluyendo bolo (ser golpeado en la mano con una férula) y el uso de látigos o pestañas (Chibata), que con el tiempo se convirtieron en un símbolo de la revuelta. Hacia el 23 de noviembre, el Congreso Nacional había comenzado a discutir la posibilidad de una amnistía general para los marineros. Senador Ruy Barbosa, gran opositor de la esclavitud, prestó una gran cantidad de apoyo, y la medida fue aprobada por unanimidad en el Senado Federal el 24 de noviembre. La medida fue enviada a la Cámara de Diputados. 
Humillados por la revuelta los oficiales navales y el presidente de Brasil se opusieron firmemente a la amnistía, por lo que rápidamente empezaron planeando el asalto a las naves rebeldes. Los oficiales creían que tal acción era necesaria para restaurar el honor del servicio. Los rebeldes en la creencia de un ataque era inminente, zarparon con las naves de la Bahía de Guanabara y pasaron la noche de noviembre 23 al 24 en el mar, y no regresaron hasta la luz del día. A última hora del día 24, el presidente ordenó a los oficiales de la marina atacar a los amotinados. Oficiales tripulados usaron buques de guerra más pequeños y el crucero de Río Grande do Sul, barco gemelo del Bahía con diez cañones de 4,7 pulgadas. Planeaban atacar en la mañana del día 25, cuando el gobierno esperaba que los amotinados volverían a la Bahía de Guanabara. Cuando ellos no regresaron y la medida de amnistía pasaba por la Cámara de Diputados, la orden fue rescindida. Después de que el proyecto fue aprobado por 125 a 23 y el presidente firmó la ley, los amotinados dimitieron el día 26.

### Primera Guerra Mundial
El gobierno brasileño declaró que el país sería neutral en la Primera Guerra Mundial el 4 de agosto de 1914. El hundimiento de los buques mercantes brasileños por submarinos alemanes les llevó a revocar su neutralidad, y luego a declarar la guerra, el 26 de octubre de 1917.  Para esta oportunidad el São Paulo ya no era uno de los acorazados más poderosos del mundo. A pesar de una necesidad inminente en el control de artillería, el barco no había sido equipado con lo último en tecnología de la época y estaba en malas condiciones. Por estas razones la Marina Real desecho una oferta de Brasil de enviar el São Paulo y el Minas Geraes a servir con la Gran Flota británica. En un intento de llevar el barco de guerra a las normas internacionales, Brasil envió São Paulo a los Estados Unidos en junio de 1918 para recibir una reparación completa. Poco después ella salió de la base naval de Río de Janeiro, catorce de los dieciocho calderas que alimentan el acorazado se rompieron.  El acorazado estadounidense USS Nebraska, que estaba en la zona después de haber transportado el cuerpo del fallecido ministro uruguayo a los Estados Unidos a Montevideo, prestó asistencia en reparaciones temporales luego que los barcos llegaron a Bahía. Escoltado por el Nebraska y otra nave estadounidense, el USS Raleigh, finalmente el São Paulo llegó al astillero Naval de Nueva York después de un viaje de 42 días.

## Hundimiento
El São Paulo se hundió alrededor de las 17:45 del 4 de noviembre de 1951 cuando era llevado al desguace. 